# Challenger de Praga-2 2014
El Advantage Cars PRAGUE OPEN 2014 es un torneo de tenis profesional jugado en canchas de arcilla. Se trata de la primera edición del torneo que forma parte del ATP Challenger Tour 2014. Se lleva a cabo en Praga, República Checa entre el 4 y 10 de agosto de 2014.

## Jugadores participantes del cuadro de individuales

### Cabezas de serie
| País                  | Jugador           | Rank1 | Favorito |
| --------------------- | ----------------- | ----- | -------- |
| Bandera de Argentina  | Diego Schwartzman | 100   | 1        |
| Bandera de Rusia      | Andrey Kuznetsov  | 107   | 2        |
| Bandera de Polonia    | Michał Przysiężny | 145   | 3        |
| Bandera de Austria    | Gerald Melzer     | 147   | 4        |
| Bandera de Francia    | Grégoire Burquier | 171   | 5        |
| Bandera de Eslovaquia | Miloslav Mečíř    | 127   | 6        |
| Bandera de Rusia      | Valeri Rudnev     | 211   | 7        |
| Bandera de Irlanda    | Louk Sorensen     | 212   | 8        |

- 1 Se ha tomado en cuenta el ranking del 28 de julio de 2014.

### Otros participantes
Los siguientes jugadores recibieron una invitación (wild card), por lo tanto ingresan directamente al cuadro principal (WC):
- Dušan Lojda
- Adrian Sikora
- David Simunek
- Robin Stanek

Los siguientes jugadores ingresan al cuadro principal tras disputar el cuadro clasificatorio (Q):
- Miki Janković
- Jozef Kovalik
- Thiago Monteiro
- Tomas Papik

Los siguientes jugadores ingresan al cuadro principal como exención especial (SE):
- Yang Tsung-hua

## Jugadores participantes en el cuadro de dobles

### Cabezas de serie
| País                       | Jugador          | País                  | Jugador           | Rank1 | Favorito |
| -------------------------- | ---------------- | --------------------- | ----------------- | ----- | -------- |
| Bandera de Australia       | Rameez Junaid    | Bandera de Eslovaquia | Michal Mertinak   | 156   | 1        |
| Bandera de República Checa | Lukas Dlouhy     | Bandera de Polonia    | Mateusz Kowalczyk | 173   | 2        |
| Bandera de Alemania        | Martin Emmrich   | Bandera de Alemania   | Gero Kretschmer   | 174   | 3        |
| Bandera de República Checa | Frantisek Cermak | Bandera de Alemania   | Dominik Meffert   | 192   | 4        |

- 1 Se ha tomado en cuenta el ranking del 28 de julio de 2014.

## Campeones

### Individual Masculino
- Diego Schwartzman derrotó en la final a  André Ghem por 6-4, 7-5.

### Dobles Masculino
- Toni Androić /  Andrey Kuznetsov derrotaron en la final a  Roberto Maytín /  Miguel Ángel Reyes-Varela por 7-5, 7-5.